# 広如
広如（こうにょ）は、幕末の浄土真宗の僧。浄土真宗本願寺派第20世宗主。西本願寺住職。諱は光沢。院号は信法院。法印大僧正。養父は第19世本如。実父は第18世文如の三男文淳。母は顕証寺闡教（文如の弟）の娘。室は九条尚忠の養女・祥子（鷹司政煕息女、光輝院如順）。第21世明如（大谷光尊）は五男。
幕末には勤皇の旗幟を鮮明にし、明治時代以後の教団を方向付けた『御遺訓御書』を残している。

## 人物
寛政10年（1798年）、河内国顕証寺住職文淳（近松暉宣）の次子に生まれる。一旦は顕証寺住職に就くが、文政2年（1819年）に第19世宗主本如（文淳の兄）の養子となり、文政9年（1823年）に第20世宗主を継職。
1男4女をもうけるも早世、鷹司家より迎えた養子も早世したが、その後光尊（明如）が誕生。顕証寺より迎えた徳如（継職前の1868年（明治元年）に死去）、明如の3門跡が揃う一時期があった。
1871年（明治4年）8月19日に示寂した。光尊（明如）が第21世となる。

### 尊皇の宗政
- 黒船来航後の混乱にあった安政年間、尊皇攘夷の機運が高まるなかで勤皇僧として著名であった周防国の月性を重役に登用し、広如自身も朝権への傾倒を強めていった。文久3年（1863年）には朝廷に10,000両を献納し、宗派全体に尊皇攘夷の徹底を諭す『御遺訓御書』を出している。
- 『御遺訓御書』には、夫（それ）皇国に生をうけしもの、皇恩を蒙らさるはあらす、（中略）是によりてわか宗においては王法を本とし仁義を先とし神明をうやまひ人倫を守るへきよし　かねてさためおかるる所なり・・・とあり、文中の「王法為本・仁義為先」は明治以後の西本願寺教団が国家神道に迎合していく姿を象徴する言葉となった。
- 元治元年（1864年）には亀山天皇陵の修復、同年の禁門の変では幕軍に追われた長州藩士数十名を門内に匿って逃がすなどしている。幕府は西本願寺の勤皇姿勢に警戒を強め、長州藩士を匿ったことを理由に会津藩に命じて新撰組屯所を壬生から本願寺門内に移させている。